# Ljuša (Donji Vakuf)
Pour les articles homonymes, voir Ljuša.
Ljuša (en serbe cyrillique : Љуша) est un village de Bosnie-Herzégovine. Il est situé dans la municipalité de Donji Vakuf, dans le canton de Bosnie centrale et dans la fédération de Bosnie-et-Herzégovine. Selon les premiers résultats du recensement bosnien de 2013, il ne compte plus aucun habitant.
Avant la guerre de Bosnie-Herzégovine, le village de Ljuša faisait entièrement partie de la municipalité de Donji Vakuf, fédération de Bosnie-et-Herzégovine ; à la suite des accords de Dayton (1995), une portion de son territoire été rattachée à la municipalité de Šipovo dans la république serbe de Bosnie.

## Démographie

### Évolution historique de la population
| 1948 | 1953 | 1961 | 1971 | 1981 | 1991 | 2013 |
| ---- | ---- | ---- | ---- | ---- | ---- | ---- |
| -    | -    | 459  | 505  | 310  | 172  | 0    |

|  |

### Communauté locale
En 1991, la communauté locale de Babin Potok comptait 836 habitants, répartis de la manière suivante :